# 960-talet f.Kr.

## Händelser
- 967 f.Kr. – Tiglath-Pileser II blir kung av Assyrien.
- 965 f.Kr. – Salomo blir kung över israeliterna vid sin fader Davids död.

## Avlidna
- 965 f.Kr. – David, kung över israeliterna.